# Aulón (Illíria)
Aulón (ógörög Αυλών; latin Aulona; albán Aulon) ókori görög kikötő Illíria, majd a római uralom alatt város Illyricum provincia területén. Alapításától folyamatosan lakott hely, ma Albánia negyedik legnagyobb városa, Vlora.

## Története
Az Adriai- és a Jón-tenger találkozásánál fekvő, ma Vlorai-öböl néven ismert tengeröböl kiváló kikötési lehetőséget biztosított az ókorban. Stratégiai jelentőségét tovább növelte, hogy egyfelől a kikötő védelmét könnyűszerrel lehetett biztosítani az öböl torkolatában elhelyezkedő Szaszón szigetéről (ma Sazan), másfelől Aulón a közeli Aóosz (ma Vjosa) folyóvölgy feletti ellenőrzést is lehetővé tette.
Az 1980-as években végzett régészeti kutatások a betelepülés három fázisát különítették el a mai Vlora területén. A késő bronzkor és a kora vaskor idején már lakott kisebb települést az i. e. 7–5. században egy jelentősebb, a Pllaka-domb magaslatán koncentrálódó település váltotta fel, vélhetően a dór gyarmatosítási törekvések eredményeként. Az i. e. 4. és 2. század között újabb betelepülők érkeztek, s Aulónt ebben az időszakban vették körbe városfallal, valamint ekkor épült első kikötője is. Ez utóbbi nem a város mellett, hanem attól 3–4 kilométerre északnyugatra, a Treporti-foknál (Kepi i Treportit), illetve az angolszász régészeti irodalomban Treport néven ismert területen helyezkedett el. A feltételezések szerint eleinte nem elsősorban Aulón, hanem a parttól légvonalban 25 kilométerre fekvő Büllisz városának kikötője lehetett. A treporti kikötő jelentőségét érzékelteti, hogy mintegy 3 hektáros területét erődített fallal vették körbe, rakodópartja pedig 650 méter hosszan húzódott. Az illíriai és makedón háborúkban harcoló rómaiak egyik jelentős kikötője volt, utak kötötték össze az északabbra fekvő Apollóniával, illetve déli irányban Órikosszal és Buthrótonnal.
A régészeti kutatások talán sajátos rivalizálásra derítettek fényt Aulón és a légvonalban mintegy 3–4 kilométerre délkeletre, a szárazföld belsejében elhelyezkedő Thronion városa között, legalábbis erre utal a két település városfalainak folyamatos, egymás területe felé való kiterjesztése.
I. e. 59-ben a treporti kikötő földrengés következtében elpusztult, de az immár római uralom alatt álló Aulona jelentősebb várossá fejlődött, s új kikötőt létesítettek a város közvetlen közelében. Az i. sz. 1–2. század fordulóján Martialis egyik epigrammájában dicsérte Aulona kiváló minőségű gyapját és borát. A város egykori területén az 1980-as évek óta végzett ásatások során feltártak több római kori fürdőházat (therma), valamint azonosították az i. sz. 4–5. századi, részben feltehetően I. Justinianus korabeli városfalak nyomvonalát, ami alapján Aulona 9,5 hektáron terült el. Ebben az időben már Nova Epirus provincia egyik jelentős városa, püspöki székhely volt. Az előkerült kerámiatöredékek vizsgálata során arra lehet következtetni, hogy az erődített város stratégiai jelentőségét az i. sz. 7. századig megőrizte. Ezt követően évszázadokig jelentéktelen halászfalu volt (bővebben: Vlora).
A 17. században a térségben járt Evlija Cselebi még számot adhatott a treporti kikötői romokról, amelynek építőköveit részben felhasználták az avlonyai (vlorai) oszmán erődítés építéséhez. Napjainkra csupán a 4. századi aulonai városfal egy kisebb szakaszának alapjai maradtak fenn (a város főterén, a függetlenségi emlékmű mögött). Ezenkívül a Vlorai Történeti Múzeumban látható az ásatások során előkerült leletek egy része (kerámiaanyag, mozaikok stb.), nem csak Aulón és a treporti kikötő, de Amantia, Órikosz és Thronion területéről is.